# معجم ألمانيا النازية

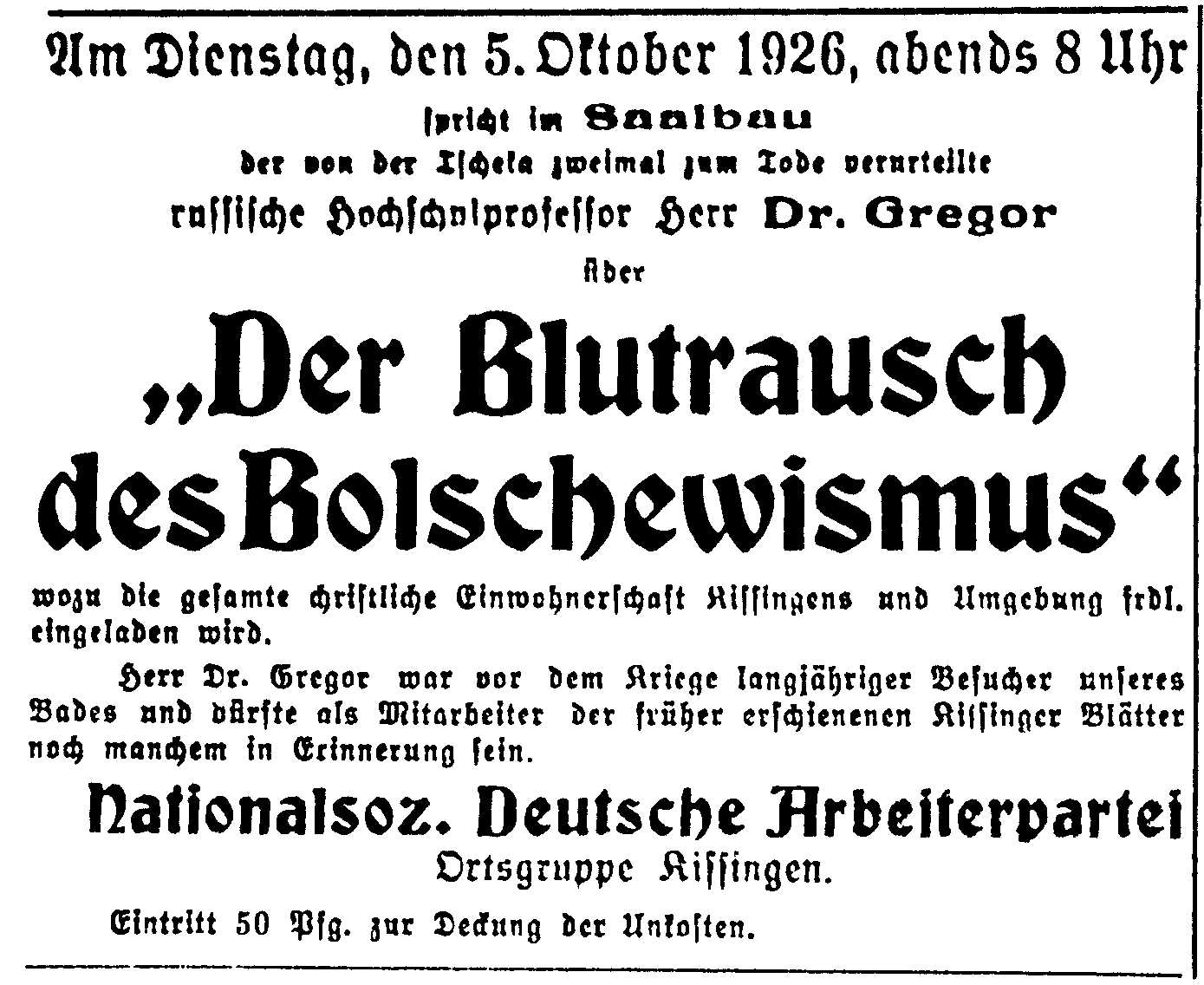

هذه قائمة بالكلمات والمصطلحات والمفاهيم والشعارات لألمانيا النازية المستخدمة في التأريخ الذي يغطي النظام النازي. صاغ بعض الكلمات أدولف هتلر وأعضاء آخرين في الحزب النازي. تم استعارة الكلمات والمفاهيم الأخرى والاستيلاء عليها، وكانت المصطلحات الأخرى قيد الاستخدام بالفعل خلال فترة جمهورية فايمار. أخيرًا، بعضها مأخوذ من تقاليد ألمانيا الثقافية.

## 0–9
- البرنامج المكون من 25 نقطة - منصة الحزب النازي وتدوين أيديولوجيته.
- سيرة هابيل 581 - مصدر بيانات عضوية الحزب النازي في فترة فايمار.

## ز
- غاو ، المناطق الإقليمية التي عملت كتنظيم إداري بحكم الواقع لألمانيا النازية من 1935 إلى 1945.

تنقسم إلى مزيد من:
- Bezirke - المناطق

- Kreise - المقاطعات أو المناطق الفرعية؛ وحدات أصغر من بيزيرك

- Ortsgruppen - فرع الحزب أو الفروع المحلية. استغرق الأمر ما لا يقل عن خمسة عشر عضوا للاعتراف بها

- Hauszellen - خلايا المسكن
- Straßenzellen - خلايا الشارع
- Stützpunkte - نقاط قوية

## م
- Machtergreifung (`` الوصول إلى السلطة '') - إلى جانب Machtübernahme (`` الاستيلاء على السلطة '')، أشار إلى اكتساب السلطة السياسية الكاملة عندما تولى هتلر دور المستشار في 30 يناير 1933.
- خطة مدغشقر - مخطط ابتكره النازيون في عام 1940 لتخفيف المشكلة اليهودية المتصورة عالميًا عن طريق شحنهم جماعيًا إلى المستعمرة الفرنسية المعروفة باسم جزيرة مدغشقر. بدلاً من إرسال اليهود إلى فلسطين، التي اعتقد النازيون أنها تخص المسيحيين والمسلمين، كانت الفكرة هي جعلهم «رهائن» إذا جاز التعبير، في مدغشقر كورقة مساومة مع الأمريكيين. كان من المفترض أن يتم تمويل هذه العملية باستخدام الأموال التي تم تخصيصها قسراً من الشركات اليهودية والمنازل وأي أصول رأسمالية أخرى متوفرة في السيطرة اليهودية. وبما أن الخطة استندت إلى معاهدة سلام بين فرنسا وبريطانيا، لم يتم تنفيذها أبداً. يستشهد العلماء النازيون من المدرسة «الوظيفية» بهذه الخطة أحيانًا كدليل على أن النية الأصلية للنازيين لم تكن إبادة اليهود بشكل منهجي ولكن فقط نقلهم بعيدًا عن أوروبا القارية.
- خط ماجينو - نظام التحصين الذي بناه الفرنسيون على طول الحدود الشرقية إلى ألمانيا خلال ثلاثينيات القرن العشرين، والذي تغلبت عليه القوات الألمانية بسهولة في عام 1940.
- مايدانيك - موقع في بولندا المحتلة بالقرب من لوبلان والذي كان في السابق معسكر عمل نازي. تم تحويل مايدانيك إلى منشأة إبادة (معسكر موت) تحت القيادة الإدارية لأوديلو جلوبوسنيك وقتل في نهاية المطاف ما يزيد عن 1.5 مليون شخص هناك، معظمهم بالغاز.
- Maifeiertag (عطلة مايو) - 1 مايو؛ واحدة من أهم الأعياد النازية المصممة للاحتفال بالعمال وتقديرهم.
- مان - أدنى مرتبة في كتيبة العاصفة وألجيماينه إس إس، أي ما يعادل القطاع الخاص.
- Männerbund - رابطة الرجال؛ كان لغزًا ذكوريًا واضحًا أصبح جزءًا أساسيًا من أيديولوجية كتيبة العاصفة (انظر الترابط الذكوري).
- ماربورغر ريدي (خطاب ماربورغ) - خطاب ألقاه فرانز فون بابن في جامعة ماربورغ في 17 يونيو 1934، انتقد خلاله النظام النازي، ودعا إلى مزيد من الحرية في ألمانيا، وشكك في الدورة التي كان النازيون يأخذونها. أثار الخطاب غضب هتلر ووضعه في غير صالح الديكتاتو.
- Marsch auf die Feldherrnhalle (مسيرة في فلد هارن هالي) - النصب التذكاري السنوي الذي تم الاحتفال به لإحياء ذكرى انقلاب 9 نوفمبر 1923 من قبل هتلر وإريك لودندورف الذي ضحى خلاله 16 من الضحايا / الشهداء الاشتراكيين الوطنيين بحياتهم. لتكريمهم في البانثيون النازي، تم تسمية أسمائهم بصوت عالٍ، وهي علاقة رسمية مصحوبة بمصباح يدوي وبراميل متدحرجة. واحدة من العديد من الأحداث التذكارية النازية المصممة لإضفاء الشرعية على النظام والاحتفال به.
- Märzveilchen - «بنفسج مارس». أولئك الذين انضموا إلى الحزب النازي بعد انتخابات الرايخستاغ في مارس 1933. بشكل عام، تم افتراض أن «مسيرات البنفسج» ستنضم إلى الحزب لأسباب انتهازية فقط وقد احتقرها المقاتلون القدامى. وتسمى أيضًا Märzgefallene أو «ضحايا مارس».
- ماوتهاوزن - بلدة صغيرة في النمسا العليا والتي كانت أيضًا موقعًا لمعسكر اعتقال سيء السمعة مصمم لمعاقبة أو إعادة تثقيف السجناء السياسيين. كانت الظروف سيئة للغاية وتوفي الناس بسبب الإهمال والمجاعة هناك، وكذلك الإرهاق حيث أنه مرتبط أيضًا بعمليات تعدين الجرانيت لشركة Earth and Stone Works الألمانية، وهي شركة لقوات الأمن الخاصة. حدثت العديد من أشكال التجارب البشرية على السجناء الأصحاء في الموقع كما فعلت القتل الرحيم على أولئك غير القادرين على العمل.
- Mehr sein als scheinen «كن أكثر مما تبدو عليه». - تم تطبيق شعار على شفرات الخناجر الموحدة التي ترتديها معاهد التربية السياسية الوطنية، أو NPEA، المؤسسة التعليمية السياسية الوطنية.
- Mein Kampf - «كفاحي»، سيرة أدولف هتلر وبيانه السياسي.
- Meine Ehre heißt Treue «يشرفني الولاء» - شعار يطبق على أبازيم الحزام وشفرات الخناجر الموحدة التي ترتديها شوتزشتافل.
- Meier - لقب مزعج ومضحك لهيرمان غورينغ الذي صرخ في 9 أغسطس 1939 أنه يمكن أن يطلق عليه Meier إذا ظهرت أي طائرات معادية فوق ألمانيا. أصبح تأكيده على التفوق الجوي مثيرًا للضحك بمجرد أن رسّخت قوات الحلفاء الهيمنة الجوية وبدأت في قصف ألمانيا بشكل منهجي خلال الحرب العالمية الثانية.
- Metallspende des deutschen Volkes (التبرع المعدني للشعب الألماني) - برنامج لجمع مختلف المعادن اللازمة لدعم اقتصاد المواد الخام الألماني الذي تم توجيهه نحو التسلح الألماني.
- Militärbefehlshaber - الحاكم العسكري، الذي كان الرئيس (الوحيد) للسلطة التنفيذية في دولة محتلة (عندما لم يتم تعيين الرايخسوميسار).
- Mischling - تيستخدم في الإشارة إلى فرد من أصول يهودية جزئية مزعومة؛ تم التعامل مع بعضهم على أنهم يهود كاملو الدم، والبعض الآخر يخضع لقيود مختلفة.
- Mit brennender Sorge - رسالة من البابا بيوس الحادي عشر تحذر من النازيين.
- Mittelbau (الهيكل المركزي) - الاسم المختصر المختصر لميتلباو دورا أو Mittelbau-Dora. كانت منشأة تسلح سرية مصممة خصيصًا لإنتاج كميات كبيرة من فوندرفافه الألمانية («الأسلحة العجيبة») المعروفة باسم صواريخ V-1 وV-2 الخالية من هجمات قصف الحلفاء. أعتبر Mittelbau أيضًا معسكرًا فرعيًا لمحتشد اعتقال بوخنفالد نظرًا لأن غالبية عمال السخرة كانوا من هناك. في ذروتها، عمل 30.000 عامل قسري في المنشأة.
- Mittelstand - الألمان في المجال الاقتصادي للطبقة المتوسطة التي كانت تتألف من أصحاب متاجر وحرفيين مستقلين، وكان الفضل في ذلك (من خلال الدعاية) في تمكين النازيين.
- اتفاقية ميونيخ - اتفاق تم التوصل اليه بين بريطانيا العظمى وألمانيا وفرنسا، وإيطاليا، وقعت في ميونيخ يوم 29 سبتمبر 1938، التنازل عن السوديت إلى ألمانيا.
- ميزلمان - «نزيل استقال من نفسه حتى الموت وفقد الرغبة في فعل أي شيء لمساعدة نفسه على البقاء». (1)
- Mutterkreuz - انظر Ehrenkreuz der Deutschen Mutter.
- Mythus des 20. Jahrhunderts ، دير (أسطورة القرن العشرين) - أطروحة كتبها الفكر النازي الفريد روزنبرغ التي تبنت أن كل الثقافة العظيمة في الحضارة الغربية جائت من عقول الشعوب الجرمانية لكنها سقطت في الوحل والتخلف بسبب التأثير السلبي للمسيحية ذات الأساس اليهودي، اليسوعيين، الماسونيون، و«المتآمرين مع اليهود الدوليين». شدد روزنبرج في كتابه على أن الصراعات الحالية والمستقبلية لن تكون عقيدة إيديولوجية، بل دمًا ضد الدم، وسباقًا ضد العرق من أجل الهيمنة العالمية.

## ن
- Nacht und Nebel - «الليل والضباب»، رمز لبعض السجناء الذين سيتم التخلص منهم، دون ترك أي أثر.
- Nationalpolitische Erziehungsanstalt - المؤسسة التعليمية السياسية الوطنية، أو NPEA.
- Nationalpreis für Kunst und Wissenschaft - راجع Deutscher Nationalpreis für Kunst und Wissenschaft .
- Nationalsozialismus (NS) - الاشتراكية الوطنية، أي النازية.
- Nationalsozialistische Betriebszellenorganisation (NSBO) - المنظمة الوطنية لخلايا المصنع الاشتراكي (نقابة عمال الحزب النازي) التي كان لها عضوية تقريبًا. 400000 عامل بحلول يناير 1933.
- Nationalsozialistische Briefe - منشور مؤيد للعمل أطلقه جريجور ستراسر وحرره جوزيف جوبلز.
- Nationalsozialistische Deutsche Arbeiterpartei (NSDAP) - حزب العمال الألماني الاشتراكي الوطني لأدولف هتلر: الحزب النازي.
- Nationalsozialistische Frauenschaft (NSF) - «الرابطة النسائية الاشتراكية الوطنية» برئاسة جيرترود شولتز - كلينك؛ تأسست في أكتوبر 1931 كمزيج من عدة جمعيات نسائية قومية واشتراكية. تم تصميمها لخلق القيادات النسائية والإشراف على التلقين والتدريب. كان لديها مليوني عضو بحلول عام 1938.
- National-Sozialistische Landpost - ورقة الحزب النازي الزراعية التي بدأها ريتشارد فالتر داري.
- Nationalsozialistischer Lehrerbund (NSLB) «رابطة المعلمين الاشتراكية الوطنية» - نقابة المعلمين الإلزامية؛ في عام 1935 اندمجت في NSDDB.
- Nationalsozialistische Volkswohlfahrt (NSV) - تأسست منظمة الحزب النازي الخيرية في برلين في سبتمبر 1931. اكتسبت الدور الرسمي في الرفاهية وبعد ذلك على السياسة العرقية للرايخ الثالث.
- Nationalsozialistischer Deutscher Dozentenbund (NSDDB) - رابطة محاضري الجامعة الألمانية الاشتراكية الوطنية.
- Nationalsozialistischer Deutscher Studentenbund (NSDStB) - رابطة الطلاب النازية، التي تأسست في عام 1926.
- Nationalsozialistisches Fliegerkorps (NSFK) - فيلق الاشتراكية الوطنية. يستخدم «النادي» الطائر لإخفاء تدريب الطيارين العسكريين في المستقبل؛ ترتبط ارتباطًا وثيقًا بكتية العاصفة وبالتالي منافسًا لـ DLV لـ Göring.
- Nationalsozialistisches Kraftfahrkorps (NSKK) -الفيلق الاشتراكي الوطني الالي. أصبح NSKK في الأصل فرع النقل في كتيبة العاصفة، وهو المنظمة الوطنية للترويج والتدريب على تشغيل وصيانة السيارات.
- نازي - مصطلح مختصر لـ Na tionalso zi alist، أي مؤيد للنازية (الاشتراكية الوطنية) أو الحزب النازي. وقد تم مقارنتها مع Sozi، التي تم استخدامها للإشارة إلى Sozi alist، أي مؤيد للاشتراكية أو الحزب الاشتراكي الديمقراطي في ألمانيا. كصفة، يتم استخدام هذا النموذج القصير في كثير من الأحيان في اللغة الإنجليزية أكثر من اللغة الألمانية، حيث كانت الاختصارات NS وNSDAP للفكر والحزب على التوالي هي الشكل المفضل.
  - النازية - الاشتراكية الوطنية؛ إيديولوجية الحزب النازي (تعتبر بشكل عام أحد أشكال الفاشية بمكونات عنصرية ومعادية للسامية)
  - denazification (Entnazifizierung) - العملية التي قام بها الحلفاء لتطهير ألمانيا ما بعد الحرب من بقايا النظام النازي والفلسفة النازية
  - النازيون السابقين - النازيون السابقين
- Nazismus - النازية.
- نيبينلاند («الحدود») - وضع الحكومة العامة المبهم قانونًا «كمنطقة تابعة» للرايخ الألماني لم يكن داخل حدوده بالكامل ولم يمنح أي تعيين سياسي واضح.
- Negermusik ('Negro Music') - مصطلح ازدرائي لموسيقى الجاز والتأرجح تم تأديته من قبل موسيقيين من أصل أفريقي. أصبحت هذه الموسيقى محظورة علنا في ألمانيا النازية. انظر أيضًا Swingjugend (Swing Kids).
- Die Neuordnung - «النظام الجديد»؛ تشكيل إمبراطورية مهيمنة في أوروبا من أجل ضمان سيادة ألمانيا النازية و«العرق الشمالي - الآري الرئيسي».
- Night of the Long Knives - A / K / A "Operation Hummingbird"، أو الأكثر استخدامًا في ألمانيا "Röhm-Putsch". كان هذا هو الإجراء الذي حدث في ألمانيا النازية بين 30 يونيو و 2 يوليو 1934 حيث قام هتلر قوات الأمن الخاصة بتطهير صفوف Sturmabteilung (SA).
- نوردسترن - مشروع معماري لبناء مدينة جديدة حصرية مأهولة بالسكان الألماني وقاعدة بحرية بالقرب من مدينة تروندهايم النرويجية.
- NSDAP - الاختصار الرسمي للاسم الكامل للحزب النازي.
- NSDAP Zentralkartei - ملف رئيسي، يحتوي تقريبًا على. 7.2 مليون بطاقة عضوية الحزب النازي الألماني الأصلي والرسمي. يتألف من ملفين منفصلين. يقع في مركز وثائق برلين (BDC).
  - أورتسكارتي -
  - Reichskartei -
- Nur für Deutsche - «للألمان فقط».
- مسيرات نورمبرغ - انظر Reichsparteitag
- قوانين نورمبرغ جيسيتزي، قوانين نورمبرغ - 1935 مجموعة من القرارات التي حرمت اليهود من الجنسية الألمانية وفرضت قيودًا صارمة على حياتهم وعملهم.

## أوه
- SS-Oberabschnitt - تنظيم قوات الأمن الخاصة أو المقر الإقليمي.
- Oberführer «زعيم كبير» - رتبة بقوات الأمن الخاصة وكتيبة العاصفة، أي ما يعادل العقيد الأقدم؛ تسمى في الأصل Gauführer، زعيم SS أو SA لـ Gau .
- Obergruppenführer «قائد مجموعة أول» - رتبة بقوات الأمن الخاصة وكتيبة العاصفة، تعادل (الولايات المتحدة / المملكة المتحدة) اللفتنانت جنرال.
- Oberkommando des Heeres (OKH) - «القيادة العليا للجيش» من عام 1936 إلى عام 1945.
- Oberkommando der Wehrmacht (OKW) - «القيادة العليا للقوات المسلحة». حلت محل وزارة الحرب وكانت جزءًا من هيكل قيادة القوات المسلحة لألمانيا النازية.
- Obersalzberg - منتجع على الجبل يطل على بيرتشسغادن في جبال الألب البافارية، حيث اشترى هتلر البرغهوف في عام 1933، والذي أصبح ملاذًا للعديد من القادة النازيين بما في ذلك مارتين بورمان وهيرمان غورينغ.
- Oberscharführer «قائد فرقة كبير» - رتبة بقوات الأمن الخاصة وكتيبة العاصفة تعادل رقيب (SA) أو رقيب أول (SS).
- Oberste SA-Führer «القائد الأعلى لكتيبة العاصفة» - قائد Sturmabteilung؛ عقده هتلر شخصيا من سبتمبر 1930.
- Oberstgruppenführer «أعلى قائد مجموعة» - رتبة قوات الأمن الخاصة تعادل عامًا (الولايات المتحدة / المملكة المتحدة).
- Obersturmbannführer «زعيم Sturmbann (كتيبة) كبير» - رتبة بقوات الأمن الخاصة وكتيبة العاصفة، وهو ما يعادل المقدم برتبة مقدم.
- Obersturmführer «زعيم Sturm (سرية) كبير» - رتبة بقوات الأمن الخاصة وكتيبة العاصفة، أي ما يعادل ملازم أول.
- Obertruppführer «قائد كبير للقوات» - رتبة بقوات الأمن الخاصة وكتيبة العاصفة، تعادل الرقيب الأول.
- Ordensburgen - مدارس تدريب الحزب النازي.
- Ordnertruppen - الاسم الأول للمجموعة التي تم إنشاؤها في خريف 1920 بواسطة هتلر.
  - Sportabteilung - قسم الرياضة (كتيبة العاصفة)؛ الاسم الثاني للمجموعة
  - Sturmabteilung (SA) - فصيل العاصفة أو الكتيبة، اختصار SA، وعادة ما يتم ترجمتها على أنها stormtroop (er) s. مجموعة شبه عسكرية للحزب النازي؛ الاسم الثالث في أواخر عام 1921
- Ordnungsdienst - خدمة النظام ، تتكون شرطة الحي اليهودي من سكان الحي اليهودي اليهود.
- Ordnungspolizei (Orpo) «شرطة النظام» - الشرطة النظامية النظامية بعد تأميمها عام 1936.
- منظمة تودت - مجموعة هندسية مدنية وعسكرية سميت باسم مؤسسها، فريتز تودت. بنت أوتوبان وWestwall (خط سيغفريد) ووكر الذئب والجدار الأطلسي؛ سيئة السمعة لاستخدامها المجندين والعمل بالسخرة.
- Ort-Uschla - أدنى مستوى لنظام Uschla رباعي المستويات.
- أوستمارك («المسيرة الشرقية») - التسمية المستخدمة للنمسا كجزء من الرايخ الثالث بعد آنشلوس. تم التغيير إلى Alpen- und Donaureichsgaue في عام 1942 لمواصلة القضاء على أي فكرة عن دولة نمساوية منفصلة.

## ب
- رابطة الشعوب الجرمانية - فكرة أن يعيش جميع الألمان في بلد واحد.
- Panzerkampfwagen (عسكرية) - «مركبة قتال مصفحة» = دبابة؛ ليس خاصًا بالرايخ الثالث، ولكنه مدرج هنا لمركزيته في Blitzkrieg حرب البرق.
- Panzerfaust «قبضة الدرع» - سلاح مضاد للدبابات غير مكلف ويمكن التخلص منه وعديم الارتداد في الحرب العالمية الثانية. السلاح الذي أدى إلى تطوير RPG السوفياتي (آر بي جي).
- Panzerschreck سلاح مضاد للدبابات في الحرب العالمية الثانية، على غرار البازوكا الأمريكية.
- Partei-Statistik - 1935 نشر الحزب النازي ثلاثة مجلدات لبيانات العضوية.
- أيام Parteitage - (الزب النازي) حزب (التجمع).
- Planwirtschaft - اقتصاد مخطط محدود؛ روج والثر فونك لهذه الفكرة داخل الحزب النازي الذي اعتقد أن الشركات الحقيقية خانقة للغاية بالنسبة لنمو الأعمال.
- Plutokratie - مصطلح «بلوتوقراطية»، مصطلح نازي للدول الرأسمالية الغربية، وخاصة الولايات المتحدة والمملكة المتحدة.
- Plötzensee - مكان في برلين، موقع سجن سيء السمعة حيث تم إعدام العديد من معارضي هتلر والنظام النازي.
- Prinzenerlass - مرسوم صدر عام 1940 من قبل هتلر يحظر أفراد الأسر الملكية الجرمانية من العمل في الجيش.
- Putsch - كلمة ألمانية تعني الانقلاب أو الثورة؛ دخلت اللغة الإنجليزية بمعنى واحد.

## ك
- Quisling - معنى خائن «خائن» خلال الحرب العالمية الثانية، يشيع استخدامه كإهانة موجهة إلى مواطن يتعاون مع الألمان في إحدى الدول المحتلة. تم أخذ المصطلح من فيدكون كفيشلينغ، الزعيم النرويجي الموالي للنازية.

## X
- X-Gerät - (معدات X) معدات ملاحية راديوية تستخدم في القاذفات الألمانية
- X-Zeit - (X time) ساعة الصفر

## ش
- شارة صفراء - شارة نجمة داود صفراء إلزامية تلبس على الذراع أو الصدر للتعرف على اليهود

## ض
- Z-Plan (أو Plan Z) هو الاسم الذي أطلق على إعادة تسليح وتوسيع كريغسمارينه (البحرية الألمانية النازية) حسب طلب أدولف هتلر في 27 يناير 1939. دعت الخطة إلى 10 سفن حربية، وأربع حاملات طائرات، وثلاث سفن قتال، وثمانية طرادات ثقيلة، و44 طرادًا خفيفًا، و68 مدمرة، و 249 غواصة يو بحلول عام 1944، كان الهدف منها تحدي القوة البحرية للمملكة المتحدة. جاء اندلاع الحرب العالمية الثانية في سبتمبر 1939 في وقت مبكر جدًا لتنفيذ الخطة.
- Zählappell - (إحصاء المكالمات الهاتفية) مكالمة هاتفية تستخدم في السجون ومعسكرات الاعتقال لتفسير وجود النزيل ومضايقتهم نفسياً.
- Zossen - مجمع المخابئ تحت الأرض الذي كان مقرًا لكل من القيادة الألمانية فيرماخت (OKW) والقيادة العليا للجيش (هير) (OKH) يقع على بعد حوالي 20 ميلًا غربي برلين في Zossen، ألمانيا.
- Zwangsarbeiter - عامل قسري، عامل عبودية.
- Zwangswirtschaft - العمل القسري أو الاقتصاد القسري في العصر النازي.
- Zwischenstaatliche Vertretertagungen - اجتماعات الممثلين بين الولايات؛ مؤتمرات حزب DNSAP والحزب النازي في السنوات الأولى؛ عقدت الأولى في سالزبورغ، النمسا.
- Zyklon B كما تهجى الإعصار ب - الاسم التجاري لمبيد حشري قائم على السيانيد أستخدم لقتل أكثر من مليون يهودي وروما وشيوعيين وأسرى الحرب في غرف الغاز النازية.

## قائمة الاختصارات والمختصرات
راجع المسرد أعلاه للحصول على شرح كامل للمصطلحات.
- aA - agrarpolitischer Apparat، أو جهاز السياسات الزراعية
- DAF – Deutsche Arbeitsfront، أو جبهة العمل الألمانية
- DAP - Deutsche Arbeiterpartei، أو حزب العمال الألماني: الاسم الأصلي للزب النازي
- DFO - Deutscher Frauenorden ، أو وسام المرأة الألمانية
- DJ - Deutsches Jungvolk ، منظمة شباب هتلر للشباب في المرحلة المتوسطة
- DLV - Deutscher Luftsportverband، أو الاتحاد الألماني للرياضات الجوية
- DNSAP - Deutsche Nationalsozialistische Arbeiterpartei ، «حزب العمال الاشتراكي الوطني الألماني» النمساوي
- DNVP - Deutschnationale Volkspartei ، حزب الشعب الوطني الألماني
- FHA - Führungshauptamt أو المكتب الرئيسي للقيادة، المقر الإداري لفافن إس إس
- FlaK - Flug (zeug) abwehr-Kanone، «مدفع الدفاع الجوي (حرفي)»، مدفع مضاد للطائرات
- الغيستابو - شرطة الدولة السرية، اختصارًا لـ Geheime Staatspolizei
- HJ - Hitlerjugend أو شباب هتلر
- KdF - Kraft durch Freude، أو القوة من خلال الفرح
- Kripo - Kriminalpolizei والشرطة التحقيق الجنائية الوطنية
- KZ - Konzentrationslager، معسكر الاعتقال النازي
- LVL - Landwirtschaftliche Vertrauensleute، وكلاء زراعيين للحزب النازي
- LSSAH - Leibstandarte SS Adolf Hitler، أو فوج حماية ادلوف هتلر
- النازية - بورتمانتو عن «الاشتراكي الوطني»
- NPEA - Nationalpolitsche Erziehungsanstalten، أو المؤسسة التعليمية السياسية الوطنية
- NSBO - Nationalsozialistische Betriebzellenorganisation، أو National National Socialist Factory Cell Organization
- NSDAP - Nationalsozialistische Deutsche Arbeiterpartei ، أو حزب العمال الألماني الاشتراكي الوطني الحزب النازي
- NSDDB - Nationalsozialistischer Deutscher Dozentenbund، أو رابطة محاضري الجامعة الألمانية الاشتراكية الوطنية
- NSF - Nationalsozialistische Frauenschaft، أو الرابطة النسائية الاشتراكية الوطنية
- NSFK - Nationalsozialistisches Fliegerkorps، أو فيلق النشرات الاشتراكية الوطنية
- NSKK - Nationalsozialistisches Kraftfahrkorps، أو الفيلق الاشتراكي الوطني الالي
- NSLB - Nationalsozialistische Lehrerbund، أو رابطة المعلمين الاشتراكية الوطنية
- NSV - Nationalsozialistische Volkswohlfahrt، أو رعاية الشعب الاشتراكي الوطني
- OKH - Oberkommando des Heeres، أو القيادة العليا للجيش
- OKL - Oberkommando der Luftwaffe، أو القيادة العليا للقوات الجوية
- OKM - Oberkommando der Marine، أو القيادة العليا للبحرية
- OKW - Oberkommando der Wehrmacht، أو القيادة العليا للقوات المسلحة
- Orpo - Ordnungspolizei، أوشرطة النظام
- PzKpfw ، PzKw - Panzerkampfwagen ، «عربة قتال مدرعة»، دبابة
- RAD - Reichsarbeitsdienst، أو خدمة العمل الحكومية
- RBA - شعبة خلية المصنع الوطني الاشتراكي
- RFV - Reichskommissariat für die Festigung des deutschen Volkes Reich Comm المفوضة لتدعيم الشعب الألماني
- RKPA - Reichskriminalpolizeiamt أو قسم شرطة الرايخ الجنائية. الاسم البديل لـ RSHA Amt V: Kr Criminalpolizei
- RM - Reichsmark، الوحدة النقدية لألمانيا 1924-1948
- RSHA - Reichssicherheitshauptamt ، مكتب الأمن الرئيسي للرايخ أو المكتب الرئيسي للأمن الرايخ
- RZM - Reichszeugmeisterei، أو المكتب الوطني لمراقبة المواد
- SA - فصيل Sturmabteilung أو Storm (أو Assault)، وعادة ما يتم ترجمته على أنه Stormtroop (er) s: the القمصان البنية
- SD - Sicherheitsdienst أو الفرع الأمني لقوات الأمن الخاصة
- Sd.Kfz. - Sonderkraftfahrzeug ، أو السيارات ذات الأغراض الخاصة
- سيبو - Sicherheitspolizei أو شرطة الأمن؛ تتكون من الغيستابو وكريبو
- SS - Schutzstaffel أو سرب الحماية
- SS-TV - SS- Totenkopfverbände أو وحدات رأس الموت
- SS-VT - SS- Verfügungstruppe أو قوات التخلص
- WaA - Waffenamt أو مكتب الأسلحة؛ تستخدم كختم أو علامة تفتيش على الأسلحة
- WVHA - Wirtschaftsverwaltungshauptamt، المكتب الرئيسي الاقتصادي والإداري لقوات الأمن الخاصة

### قائمة المراجع
- Brustein, William (1996). The Logic of Evil, The Social Origins of the Nazi Party, 1925–1933. New Haven, CN: Yale University Press (p. 143).
- Carsten, F. L. (1969). The Rise of Fascism. Berkeley, CA: University of California Press (p. 83).
- Cornelia Schmitz-Berning: "Journaille." In: Vokabular des Nationalsozialismus. 2., expanded and updated edition [1998]. De Gruyter, Berlin 2007, (ردمك 978-3-11-019549-1)
- Faye, Jean-Pierre (2004). Langages totalitaires, Hermann, Paris, (ردمك 2-7056-6480-7) باللغة الفرنسية
- Faye, Jean-Pierre (2003). Introduction aux langages totalitaires : Théorie et Transformations du récit, Hermann, Paris, (ردمك 2-7056-6450-5) باللغة الفرنسية
- Kitchen, Martin (1994). Nazi Germany at War. London & New York: Routledge.
- Klemperer, Victor (1947). LTI – Lingua Tertii Imperii.
- Laqueur، Walter؛ Baumel، Judith Tydor (2001). The Holocaust Encyclopedia. New Haven and London: Yale University Press. ISBN:978-0-30008-432-0.
- Michael, Robert and Karin Doerr. Nazi-Deutsch/Nazi-German: An English Lexicon of the Language of the Third Reich. Westport, CT: Greenwood Press, 2002. (ردمك 978-0313321061)رقم الكتاب المعياري الدولي 978-0313321061
- Mitcham, Samuel W., Jr. Why Hitler? The Genesis of the Nazi Reich. Westport, CT: Praeger (p. 120).
- Neumann, Stan. La Langue ne ment pas, journal écrit sous le Troisième Reich (90' ARTE 2004) باللغة الفرنسية (film documentary; short extract here)
- Payne, Stanley G. (1995). A History of Fascism 1914–1945. University of Wisconsin Press (pp 55, 180).
- Phillips, Peter (1969, 1970). The Tragedy of Nazi Germany. New York: Praeger Publishers (pp. 193, 179).
- Snyder, Louis L. Encyclopedia of the Third Reich. London: Robert Hale, 1976. (ردمك 978-0-73942-360-8)رقم الكتاب المعياري الدولي 978-0-73942-360-8
- Stackelberg, Roderick. The Routledge Companion to Nazi Germany. New York: Routledge, 2007. (ردمك 978-0-41530-861-8)رقم الكتاب المعياري الدولي 978-0-41530-861-8
- Turner, Henry A. (1972). Nazism and the Third Reich. New York, NY: Quadrangle Books, NY Times Co. (p. 41).
- Zentner, Christian and Friedemann Bedürftig (1991). The Encyclopedia of the Third Reich. Macmillan, New York. (ردمك 0-02-897502-2)رقم الكتاب المعياري الدولي 0-02-897502-2

- رفيق روتليدج لألمانيا النازية - معجم ألمانيا النازية (نتيجة كتب Google):